# Saldula usingeri
Saldula usingeri är en insektsart som beskrevs av Polhemus 1967. Saldula usingeri ingår i släktet Saldula och familjen strandskinnbaggar. Inga underarter finns listade i Catalogue of Life.